# Schienenbieger
Ein Schienenbieger, auch Schienenbiegemaschine, Schienenbiegepresse, Gleisbiegegerät oder Schienenbiegeapparat genannt, ist ein technisches Gerät, das im Gleisbau eingesetzt wird, um vor Ort Gleisschienen entsprechend den örtlichen Anforderungen zu verformen und somit eine Krümmung in der Schiene zu erzeugen. Schienenbieger können auch verwendet werden, um unbeabsichtigt oder beabsichtigt verbogene Schienen wieder gerade zu richten.

## Grundlagen
Beim Verlegen von Gleisen ist es in der Regel unumgänglich, dass das Gleis an die örtlichen Gegebenheiten angepasst wird. Dabei kommt es auch vor, dass das Gleis aufgrund einer Geländebiegung mit einer entsprechenden Krümmung verlegt sein muss. Hierfür gibt es speziell vorgefertigte Kurvenschienen. Falls diese vor Ort nicht vorhanden sind, müssen die Schienen in eine entsprechende Form gebracht werden. Anderseits kommt es auch vor, dass verbogene Schienen vor Ort wieder gerade gebogen werden müssen. Sämtliche Schienenbiegearbeiten erfordern einen großen Kraftaufwand, um die Schiene in die gewünschte Form zu biegen. Das Biegen der Schienen lässt sich unter Zuhilfenahme von Hölzern nur sehr unprofessionell durchführen. Professionell werden Schienen mittels eines Schienenbiegers in die entsprechende Form gebracht.

## Verschiedene Typen
Im Laufe der Jahre wurden eine Vielzahl von Schienenbiegern entwickelt, die nach unterschiedlichem Prinzip arbeiten. Eine nach einem sehr einfachen Prinzip arbeitende Vorrichtung ist der Schienenbieger von Vögele aus dem Jahr 1894, der auch im Bergbau fahrbar auf einem Förderwagenuntergestell montiert war. Dieser Schienenbieger, der auch als Schienenbiegepresse bezeichnet wird, besteht aus einem U-förmigen Rahmen, in den die Schiene eingehakt wird. In der Mitte ist eine Spindel eingeschraubt, die beim Herausdrehen auf die Seitenflanke der Schiene drückt und so die Schiene verbiegt. Andere Schienenbieger arbeiten mit Gussstahlrollen, über die die Schienen gebogen werden. Diese Maschinen gibt es mit manuellem und maschinellem Antrieb, sie werden sowohl ortsfest als auch fahrbar konstruiert.